# Babylon 5: Hlasy v temnotě
Babylon 5: Hlasy v temnotě (v anglickém originále Babylon 5: The Lost Tales s podtitulem Voices in the Dark) je americký videofilm z roku 2007, v pořadí sedmý a poslední film vztahující se ke sci-fi seriálu Babylon 5. Snímek napsal i režíroval J. Michael Straczynski, autor celého seriálu. Vydán byl na DVD 31. července 2007.
Série The Lost Tales byla koncipována jako antologie filmových povídek. Jediný vydaný snímek Hlasy v temnotě je tvořen dvěma propojenými kratšími příběhy. První z nich je zaměřen na Elizabeth Lochleyovou, velitelku stanice Babylon 5, druhý na Johna Sheridana, prezidenta Mezihvězdné aliance. Dle původních záměrů měl být součástí snímku i třetí příběh věnovaný postavě Michaela Garibaldiho. Ten však byl nakonec ponechán pro druhý, již nerealizovaný DVD film, jehož druhá část se měla zaměřit na císaře Londa Mollariho.

## Příběh
Děj filmu se odehrává v roce 2271, přibližně devět let po skončení páté řady seriálu Babylon 5 (nepočítaje její poslední díl „Sleeping in Light“).
Velitelka stanice Babylon 5, plukovník Elizabeth Lochleyová, řeší společně s otcem Cassidym problém údajného posednutí ďáblem. Simon Burke, jeden z příslušníků staniční bezpečnosti, se po návratu ze Země začal chovat podivně a začaly se kolem něj dít zvláštní úkazy. „Ďábel“ přesvědčuje plukovníka i kněze k provedení exorcismu. Lochleyová však nakonec zjistí, že Burkea pouze využívá dosud neznámá prastará bytost, jejíž druh je uvězněn na Zemi. Tato stvoření se totiž bez pomoci hostitele nedokážou z planety dostat pryč a samy ani nedokážou opustit tělo hostitele, takže proto potřebují vymítače.
Zatímco na stanici se potýkají s problémem s údajným ďáblem, John Sheridan, prezident Mezihvězdné aliance, cestuje lodí z Minbaru na Babylon 5, kde se chystá slavnost k 10. výročí založení Aliance. Cestou ho kontaktuje technomág Galen, který mu sdělí nepříjemná fakta z budoucnosti – pokud se za 20 let stane císařem Centaurské republiky současný princ regent Vintari, zaútočí jeho rasa na Zemi, kterou budou považovat za jedinou hrozbu pro své budoucí výboje. Proto by měl Vintari zemřít. Sheridan Vintariho, reprezentujícího republiku na slavnostech, plánovaně vyzvedne z jeho lodě a cestují spolu ke stanici. Po určitém váhání vzhledem k odpovědnosti vůči své rodné planetě ale prezident prince nakonec nezabije, neboť si uvědomí, že podle Galena existují i jiné, avšak těžší způsoby, jak této katastrofě zabránit. Proto mladému šlechtici nabídne život se svou rodinou na Minbaru, kde by nebyl pod vlivem centaurského císařského dvora.

## Obsazení
| Bruce Boxleitner  | John Sheridan, prezident Mezihvězdné aliance                |
| Tracy Scogginsová | plukovník Elizabeth Lochleyová, velitelka stanice Babylon 5 |
| Peter Woodward    | Galen, technomág                                            |
| Alan Scarfe       | otec Cassidy, kněz                                          |
| Bruce Ramsay      | Simon Burke, příslušník staniční bezpečnosti                |
| Teryl Rotheryová  | slečna Chambersová, reportérka ISN                          |